# Adolf Schöll
Gustav Adolf Schöll (Brünn, 2 septembre 1805 – Iéna, 26 mai 1882) est un archéologue, bibliothécaire, philologue classique, historien de la littérature et homme de lettres allemand.

## Biographie
Schöll étudie à l'Université de Tübingen et à l'Université de Göttingen et passe son habilitation en 1833 à Berlin. En 1839–40 il voyage en Italie et en Grèce avec Karl Otfried Müller. En 1842, il devient professeur d'archéologie à l'Université de Halle et en 1843 directeur de l'École princière de dessin de Weimar. En 1861, il y devient bibliothécaire en chef. Il est mort à Iéna à 76 ans.
Adolf Schöll épouse en 1842 Johanna Henle, sœur du pathologiste Jakob Henle. Ils ont une fille et quatre fils : l'ingénieur militaire Wilhelm Schöll (1843–1870), le juriste Robert Schöll et les philologues classiques Rudolf Schöll (de) (1844–1893) et Fritz Schöll (de) (1850–1919).
Sa seule œuvre encore connue aujourd'hui est son récit de jeunesse Der arme Stephan (Le Pauvre Stéphane), publié par Wilhelm Hauff dans son Märchenalmanach für Söhne und Töchter gebildeter Stände auf das Jahr 1827 (Almanach de contes de fées pour les fils et les filles de la bonne société de l'année 1827).

## Œuvres
- Der arme Stephan, 1827
- Die Tetralogien der attischen Tragiker, 1839
- Sophokles, sein Leben und Wirken, Frankfurt a. M. 1842
- Über die Tetralogie des attischen Theaters und die Kompositionsweise des Sophokles, 1859
- Weimars Merkwürdigkeiten einst und jetzt, 1847
- Karl-August-Büchlein, 1857
- Gedichte, 1879
- Archäologische Mitteilungen aus Griechenland, nach O. Müllers hinterlassenen Papieren, 1843
- Briefe und Aufsätze von Goethe aus den Jahren 1766–86, 1846
- Goethes Briefe an Frau von Stein , 1848–51, 3 Bde.
- Goethe in den Hauptzügen seines Lebens und Wirkens, 1882 (posthum)
- Gesammelte Aufsätze zur klassischen Literatur, Berlin 1884 (posthum)